# Divisione di Blaxland
La divisione di Blaxland è una divisione elettorale australiana nello stato del Nuovo Galles del Sud. La divisione fu creata nel 1949, ed il suo nome è dedicato a Gregory Blaxland, uno dei primi agricoltori ed esploratori nell'area delle Blue Mountains. Si trova nella periferia ad ovest di Sydney, ed è sempre stata una roccaforte laburista. Il suo più noto deputato è stato Paul Keating, primo ministro dal 1991 al 1996.

## Deputati
| Deputato       | Deputato       | Partito   | Periodo   |
| -------------- | -------------- | --------- | --------- |
|                | James Harrison | Laburista | 1949–1969 |
| Paul Keating   | 1969–1996      | Laburista |           |
| Michael Hatton | 1996–2007      | Laburista |           |
| Jason Clare    | 2007–attuale   | Laburista |           |